# Szádalmás
Szádalmás (szlovákul: Jablonov nad Turňou) község Szlovákiában, a Kassai kerület Rozsnyói járásában.

## Fekvése
Rozsnyótól 14 km-re délkeletre, a Torna bal partján, a magyar határ közelében fekszik.

## Története
1234-ben „Almás" néven említik először. A falu valószínűleg a 13. században keletkezett, a 14. században már állt gótikus temploma. Torna várának uradalmához tartozott, majd a 16. századig a Bebekek birtokaként a pelsőci uradalom része. Később a szádvári uradalom része, majd köznemesi község. 1720-ban 43 család élt a faluban, közülük 13 köznemes és 30 jobbágycsalád. 1828-ban 136 háza és 695 lakosa volt. Lakói szőlő- és gyümölcstermesztéssel, földműveléssel foglalkoztak.
A 18. század végén Vályi András így ír róla: „ALMÁS. Magyar falu Torna Vármegyében, nevezetét Almássaitól vette, földes Ura Hertzeg Eszterházy Uraság, és más Nemes Urak, lakosai katolikusok, fekszik Tornától egy mértföldnyire, egy völgyben gyönyörű helyen. Határbéli földgye mindenféle gabonát terem, réttye sarjút is hoz, vagyonnyainak eladására jó alkalmatosága, legelője elegendő, fája mind a’ kétféle, első Osztálybéli bora, makkja, ’s gazdag gyümöltsös kertyei a’ határban, a’ szőlők alatt pedig káposztás földgye, ezen kivűl a’ községnek 12. kaszás alá való réttye, első Osztálybéli."
Fényes Elek 1851-ben kiadott geográfiai szótárában így ír a faluról: „Almás, magyar falu, Abauj-Torna vgyében, Tornához nyugotra 2 mfdnyire: 390 kath., 298 reform. és evang., 19 zsidó lak. Kath. paroch. templom. Tágas szőlőhegy. Sok gyümölcs, különösen szilva és alma. Termékeny határa jó buzát s káposztát terem; rétje kétszer kaszálható; erdeje van. A falu a tornai kies völgyben fekszik, s itt visz el a Kassáról Rosnyóra vivő országút, melly már most a szoroskői szorulatot elkerülvén, egyenesen Hárskútnak tart, s kősziklákba bevágva, roppant szorgalommal, mesterséggel, és költséggel készült. F. u. nagyobb részt h. Eszterházy, kinek itt több szép gazdasági épülete, s nagy pinczékkel ellátott magtára van. A helység 16 1/4 egész urbéri telket számlál. Ut. p. Rosnyó."
Borovszky monográfiasorozatának Abaúj-Torna vármegyét tárgyaló része szerint: „Almás (Torna-Almás), körjegyzőség székhelye; van 155 háza és 832 magyar lakosa, postája. Itt van Harsányi József nagybirtokos csinos úrilaka."
1920-ig Abaúj-Torna vármegye Tornai járásához tartozott. 1938 és 1945 között újra Magyarországhoz tartozott.

## Népessége
| Év:            | 1994. | 2004.   | 2014.   | 2024.   |
| -------------- | ----- | ------- | ------- | ------- |
| Emberek száma: | 863   | 862     | 786     | 733     |
| Eltérés:       |       | -0,11 % | -8,81 % | -6,74 % |

| Év:            | 2023. | 2024.   |
| -------------- | ----- | ------- |
| Emberek száma: | 737   | 733     |
| Eltérés:       |       | -0,54 % |

1880-ban 801 lakosából 752 magyar és 17 szlovák anyanyelvű volt.
1890-ben 832 lakosából 820 magyar és 11 szlovák anyanyelvű volt.
1900-ban 910 lakosából 900 magyar és 9 szlovák anyanyelvű volt.
1910-ben 853 lakosából 851 magyar anyanyelvű volt.
1921-ben 921 lakosából 862 magyar és 42 csehszlovák volt.
1930-ban 891 lakosából 762 magyar és 86 csehszlovák volt.
1941-ben 877 lakosa mind magyar volt.
1970-ben 981 lakosából 835 magyar és 142 szlovák volt.
1980-ban 903 lakosából 796 magyar és 96 szlovák volt.
1991-ben 876 lakosából 776 magyar és 96 szlovák volt.
2001-ben 860 lakosából 746 magyar és 108 szlovák volt.
2011-ben 808 lakosából 650 magyar és 129 szlovák volt.
2021-ben 752 lakosából 590 (+19) magyar, 150 (+24) szlovák, 4 (+1) egyéb és 8 ismeretlen nemzetiségű volt.

## Neves személyek
- Itt született 1754-ben Szalay János református lelkész.
- Itt született 1934. augusztus 5-én Kardos István szociológus, helytörténész, szakíró.
- Itt szolgált Draveczky Ferenc (1725-1802) esztergomi prépost-kanonok.

## Nevezetességei
- A Szentháromság tiszteletére szentelt, római katolikus temploma a 14. században épült, 1500-ban bővítették. Utoljára az 1910-ben keletkezett tűzvész után javították.
- Református temploma a 18. század végén épült klasszicista stílusban. A tornyot a 19. század elején építették a templomhoz.
- A falu közelében az Óriás-zsomboly (Obrovská priepast) nevű barlang az Aggteleki-karszt és a Szlovák-karszt barlangjai részeként szerepel az UNESCO világörökségi listáján